# Coup d'État de 1980 en Corée du Sud
 (signalé en mai 2025).
Si vous disposez d'ouvrages ou d'articles de référence ou si vous connaissez des sites web de qualité traitant du thème abordé ici, merci de compléter l'article en donnant les références utiles à sa vérifiabilité et en les liant à la section « Notes et références ».
- Archive Wikiwix
- Bing
- Cairn
- DuckDuckGo
- E. Universalis
- Gallica
- Google
- G. Books
- G. News
- G. Scholar
- Persée
- Qwant
- (zh) Baidu
- (ru) Yandex
- (wd) trouver des œuvres sur Wikidata

Le coup d'État du 17 mai (hangeul : 5.17 내란 ; hanja : 五一七內亂) est un coup d'État qui a eu lieu en Corée du Sud en 1980, organisé par le général Chun Doo-hwan et des militaires réunis dans le groupe Hanahoe (en). Il fait suite au coup d'État du 12 décembre organisé l'année précédente.
Le 17 mai Chun Doo-hwan impose au gouvernement d'étendre la loi martiale à l'ensemble du territoire. Il en résulte une fermeture des universités, l'interdiction des réunions politiques, et des mesures pour museler la presse. L'armée est déployée dans le pays, et la KCIA s'en prend à plusieurs syndicats étudiants. Plus de 2 700 personnes sont ainsi emprisonnées.
Le 18 mai a lieu la soulèvement de Gwangju dans le sud du pays, et est réprimé durement par le régime.
Le 20 mai l'assemblée nationale est dissoute.
En septembre de la même année, Choi Kyu-ha doit démissionner de son poste de président, au profit de Chun Doo-hwan qui prend ainsi le pouvoir.